# Pteropus keyensis
La volpe volante delle Isole Kai (Pteropus keyensis Peters, 1867) è un pipistrello appartenente alla famiglia degli Pteropodidi, endemico delle Isole Kai.

## Descrizione

### Dimensioni
Pipistrello di grandi dimensioni, con la lunghezza della testa e del corpo tra 248 e 300 mm, la lunghezza dell'avambraccio tra 167 e 190 mm, la lunghezza delle orecchie di 27 mm, un'apertura alare fino a 1,495 m e un peso fino a 1,075 kg.

### Aspetto
La pelliccia è corta. Il colore generale del corpo è giallo crema, le spalle sono più brillanti. Il muso è nerastro, lungo ed affusolato, gli occhi sono grandi. Le orecchie sono relativamente corte e con l'estremità arrotondata. Le membrane alari sono nerastre, in forte contrasto con il colore chiaro del corpo e sono attaccate sul dorso molto vicine tra loro, lasciando sulla schiena soltanto una sottile striscia di peluria. La tibia è priva di peli. È privo di coda, mentre l'uropatagio è ridotto ad una sottile membrana lungo la parte interna degli arti inferiori. Probabilmente si tratta di una sottospecie di P.melanopogon.

## Biologia

### Alimentazione
Si nutre di frutta.

## Distribuzione e habitat
Questa specie è limitata alle Kai Besar, Kai Kecil e Kai Dulan nelle Isole Kai e nelle isole di Kur e Taam nelle Isole Tayandu, situate tutte nella parte più orientale dell'arcipelago indonesiano, ad est delle Isole Molucche.

## Tassonomia
In accordo alla suddivisione del genere Pteropus effettuata da Andersen, P. keyensis è stato inserito nello  P. melanopogon species Group, insieme a P. melanopogon stesso, P. aruensis e P. livingstonii. Tale appartenenza si basa sulle caratteristiche di avere un cranio massiccio tipicamente pteropino, un ripiano basale nei premolari e sulle grosse dimensioni.

## Conservazione
La IUCN Red List, considerata la mancanza di informazioni recenti sulla popolazione, sulle minacce e sull'habitat, classifica P. keyensis come specie con dati insufficienti (DD).